# Brigitte Askonas
Brigitte Alice "Ita" Askonas FRS (Viena, 1 de abril de 1923 – 9 de janeiro de 2013) foi uma imunologista britânica. Foi eleita membro da Royal Society em 1973.